# Aek Godang Airport
Aek Godang Airport (engelska: Aekgodang Airport) är en flygplats i Indonesien.   Den ligger i provinsen Sumatera Utara, i den västra delen av landet, 1 200 km nordväst om huvudstaden Jakarta. Aek Godang Airport ligger 285 meter över havet.
Terrängen runt Aek Godang Airport är huvudsakligen kuperad, men den allra närmaste omgivningen är platt. Runt Aek Godang Airport är det glesbefolkat, med 19 invånare per kvadratkilometer. Närmaste större samhälle är Padangsidempuan, 17,9 km väster om Aek Godang Airport. Omgivningarna runt Aek Godang Airport är en mosaik av jordbruksmark och naturlig växtlighet.